# Port lotniczy Carlos Miguel Jiménez
Port lotniczy Carlos Miguel Jimenez (IATA: PIL, ICAO: SGPI) – jeden z paragwajskich portów lotniczych, zlokalizowany w mieście Pilar.